# Ciriaco Duarte
Ciriaco Duarte (Encarnación; 8 de agosto de 1908 - Asunción; 27 de septiembre de 1996) fue un líder sindicalista y anarquista paraguayo. También fue escritor y periodista.

## Vida sindical
En 1928 ingresó en las filas del Centro Obrero de Encarnación, filial del Centro Obrero Regional del Paraguay (CORP) de orientación anarcosindicalista donde hizo sus primeros pasos en el sindicalismo.
Durante la gran huelga de albañiles en 1931, en Asunción, es detenido y confinado en la prisión de Isla Margarita, en el Alto Paraguay. Logró salir de prisión pero debido a su intensa labor como sindicalista, fue a la cárcel nuevamente. Cuando empezó la Guerra del Chaco, Ciriaco Duarte fue al frente y combatió durante un año y medio.
Al retornar de la Guerra, integra nuevamente la vida sindical, que se encontraba en estado de abandono debido al conflicto bélico. Participó del último intento organizativo anarquista formando el Consejo Regional de Coordinación Obrera (CROCO). En 1942, integró el Departamento Nacional del Trabajo (DNT) junto a los febreristas, pero pocos meses después fue obligado a renunciar.

## Letras
Dirigió varios periódicos de la clase obrera como "El obrero gráfico" (1940), "Emancipación" (1941), "Cultura Socialista" (1945), "El Sol" (1948). En 1967 se exilia en Argentina, instalándose en Buenos Aires, donde edita "Carta Cultural". También colaboró con "Reconstruir" periódico clausurado por la dictadura militar de 1976.
Falleció en 26 de septiembre de 1996 en Asunción, dejando detrás de él años de lucha por los derechos de los trabajadores, y también un libro sobre la historia del sindicalismo en Paraguay, titulado: "El sindicalismo libre en el Paraguay".